# Richmond (Kentucky)
Richmond Madison megye székhelye Kentucky államban.
Nevét a virginiai Richmond városa után kapta. Ma otthont ad az Eastern Kentucky University-nek. A 2006-os becslések szerint Richmond lakosainak száma 31 431 fő volt.
Richmond része a Richmond–Berea Micropolitan Statistical Area, mikropolita területnek.
A várost 1798-ban alapította John Miller ezredes, aki az amerikai függetlenségi háború katonája volt. A helyi információk szerint Miller ezredest a jó forrásvizek és a barátságos indián törzsek vonzották. Még 1798-ban a megye székhelyét áthelyezték Milfordból Richmondba, mely terület az ezredes magántulajdona volt abban az időben. Ez számos harcot idézett elő Richmond és Milford lakosai között.